# 44 Piscium
44 Piscium è una stella gigante gialla, di classe spettrale G5III, situata a circa 593 anni luce dalla Terra nella costellazione dei Pesci, di magnitudine apparente 5,77 e assoluta -0,53.
La sua velocità radiale negativa indica che la stella si sta avvicinando dal sistema solare.

## Classificazione stellare
Di classe spettrale G5III, è simile a 24 Monocerotis A, e a 62 Arietis, come Classificazione stellare, ma ancorpiù a 81 Ceti, una stella appartenente alla costellazione della Balena e distante 317 anni luce dal nostro Sistema solare, attorno alla quale sono stati scoperti pianeti extrasolari di tipo gioviano.

## Occultazioni
Per la sua posizione prossima all'eclittica, è talvolta soggetta ad occultazioni da parte della Luna e, più raramente, dei pianeti, generalmente quelli interni. Infatti, le ultime due occultazioni da parte di un pianeta avvennero rispettivamente il 21 febbraio 1828 (Venere), e il 21 marzo 1931 (Mercurio), mentre la prossima occultazione planetaria sarà visibile il 24 febbraio 2055 (Venere).

## Congiunzioni
Il 5 maggio 2012 è invece avvenuta una congiunzione molto ravvicinata, separata da solo 3' arcominuti: la congiunzione con il pianeta (Urano), interessante perché i due astri avevano grandezza e magnitudine apparenti comparabili, anche se a malapena visibili ad occhio nudo in condizioni ideali..
Una congiunzione molto più ravvicinata, sempre con Urano, separata solo di 1', è avvenuta invece il 23 settembre 2012.